# Ophyx maculosus
Ophyx maculosus är en fjärilsart som beskrevs av Holland 1979. Ophyx maculosus ingår i släktet Ophyx och familjen nattflyn. Inga underarter finns listade i Catalogue of Life.